# Kabinett Biedenkopf II
Das Kabinett Biedenkopf II war die zweite Sächsische Staatsregierung nach der Wiederherstellung des Freistaates Sachsen. Die Regierung amtierte während der 2. Legislaturperiode des Sächsischen Landtags von 1994 bis 1999.
Die Wahl zum 2. Sächsischen Landtag am 11. September 1994 brachte der seit 1990 allein regierenden CDU mit 77 von 120 zu vergebenden Sitzen erneut die absolute Mehrheit der Mandate im Landtag. Sie konnte ihren Stimmenanteil um 4,3 Prozentpunkte auf 58,1 Prozent steigern. 

## Wahl des Ministerpräsidenten
Bereits in der konstituierenden Sitzung des Landtags am 6. Oktober 1994 wurde Kurt Biedenkopf mit 74 Stimmen gegen 22 Stimmen bei einer Enthaltung als Sächsischer Ministerpräsident wiedergewählt. Die SPD-Fraktion nahm an der Wahl nicht teil. Im Anschluss wurden die vom Ministerpräsidenten ernannten Staatsminister vor dem Landtag vereidigt.
Das Kabinett wurde am 14. Februar 1995 durch den bereits seit 1990 für Bundes- und Europaangelegenheiten zuständigen Staatssekretär Günter Ermisch ergänzt, der gemäß Artikel 59 Absatz 2 der Verfassung des Freistaates Sachsen als „weiteres Mitglied der Staatsregierung“ berufen wurde. Zum 31. Dezember 1996 trat Ermisch in den Ruhestand und schied aus der Staatsregierung aus; die Verantwortung für den Bereich „Bundes- und Europaangelegenheiten“ übernahm ab dem 1. Januar 1997 der bisherige Chef der Sächsischen Staatskanzlei Günter Meyer.
Am 13. Oktober 1999 trat der 3. Sächsische Landtag erstmals zusammen; damit endete gemäß Artikel 68 Absatz 2 der Landesverfassung die Amtszeit der Sächsischen Staatsregierung. Bis zur Amtsübernahme der neu gebildeten Regierung am 27. Oktober 1999 blieben die Kabinettsmitglieder geschäftsführend im Amt.
| Wahlgang                                                                        | Kandidat          | Kandidat              | Stimmen    | Stimmenzahl | Anteil | Koalition | Koalition |
| ------------------------------------------------------------------------------- | ----------------- | --------------------- | ---------- | ----------- | ------ | --------- | --------- |
| 1. Wahlgang                                                                     |                   | Kurt Biedenkopf (CDU) | Ja-Stimmen | 74          | 76,3 % |           | CDU       |
| 1. Wahlgang                                                                     | Nein-Stimmen      | Kurt Biedenkopf (CDU) | 22         | 22,7 %      |        |           | CDU       |
| 1. Wahlgang                                                                     | Enthaltungen      | Kurt Biedenkopf (CDU) | 1          | 1,0 %       |        |           | CDU       |
| 1. Wahlgang                                                                     | Ungültige Stimmen | Kurt Biedenkopf (CDU) | 0          | –           |        |           | CDU       |
| 1. Wahlgang                                                                     | Nichtteilnahme    | Kurt Biedenkopf (CDU) | 23         | 19,2 %      |        |           | CDU       |
| Damit wurde Kurt Biedenkopf erneut zum sächsischen Ministerpräsidenten gewählt. |                   |                       |            |             |        |           |           |

## Mitglieder der Staatsregierung
| Amt | Name                                                                       | Partei | Partei |
| --- | -------------------------------------------------------------------------- | ------ | ------ |
| Ministerpräsident | Kurt Biedenkopf                                                            |        | CDU    |
| Stellvertreter des Ministerpräsidenten | Heinz Eggert (bis 10. Juli 1995) Hans Geisler (ab August 1995)             |        | CDU    |
| Staatsminister des Innern | Heinz Eggert (bis 10. Juli 1995) Klaus Hardraht (ab 1. September 1995) 1   |        | CDU 2  |
| Staatsminister der Justiz | Steffen Heitmann                                                           |        | CDU    |
| Staatsminister der Finanzen | Georg Milbradt                                                             |        | CDU    |
| Staatsminister für Kultus | Matthias Rößler                                                            |        | CDU    |
| Staatsminister für Wissenschaft und Kunst | Hans Joachim Meyer                                                         |        | CDU    |
| Staatsminister für Wirtschaft und Arbeit | Kajo Schommer                                                              |        | CDU    |
| Staatsminister für Landwirtschaft, Ernährung und Forsten 3 | Rolf Jähnichen (bis 10. November 1998)                                     |        | CDU    |
| Staatsminister für Soziales, Gesundheit und Familie | Hans Geisler                                                               |        | CDU    |
| Staatsminister für Umwelt und Landesentwicklung; ab 11. November 1998: Staatsminister für Umwelt und Landwirtschaft 3                                                                                                  | Arnold Vaatz (bis 10. November 1998) Rolf Jähnichen (ab 11. November 1998) |        | CDU    |
| Staatsminister und Chef der Staatskanzlei; ab 1. Januar 1997: Staatsminister für Bundes- und Europaangelegenheiten; ab September 1998: Staatsminister für Bundes- und Europaangelegenheiten und Chef der Staatskanzlei | Günter Meyer (ab 1. September 1995)                                        |        | CDU    |
| Staatsministerin für die Gleichstellung von Frau und Mann | Friederike de Haas                                                         |        | CDU    |
| Staatssekretär für Bundes- und Europaangelegenheiten | Günter Ermisch (14. Februar 1995 bis 31. Dezember 1996)                    |        | CDU    |